# ناصر الراس
ناصر بدر الراس (1982 - 20 سبتمبر 2016) كندي اعتقل من قبل الحكومة البحرينية لحضوره مظاهرة مؤيدة للديمقراطية أثناء احتجاجات عام 2011. أسقطت التهم في وقت لاحق وعاد إلى كندا في 16 فبراير 2012.

## الاعتقال والمحاكمة
في عام 2011 كان الراس يعمل متخصص في تكنولوجيا المعلومات في الكويت. ولد الراس في الكويت ولكن يحمل الجنسية الكندية وعاش من 1996 إلى 2000 في أوتاوا. في مارس شعر بالقلق من الاضطرابات المتنامية في البحرين ولذلك خطط للسفر إلى هناك لمدة 3 أسابيع للاطمئنان على سلامة شقيقاته الخمس. خلال إقامته حضر أيضا تجمع للمعارضة على الرغم من أنه ذكر في المحكمة لاحقا أنه ذهب فقط للمراقبة وليش للمشاركة.
ومع ذلك ففي 20 مارس أثناء محاولة مغادرته البحرين عبر مطار البحرين الدولي تم اختطافه من قبل أربعة ضباط شرطة يرتدون ملابس مدنية. قال لاحقا أنه تم نقله إلى زنزانة تحت الأرض في سجن القلعة وتعرض للتعذيب لمدة شهر وأجبر على الوقوف لساعات وتعرض للضرب بخرطوم مطاطي عند محاولته النوم. أفاد أن الشرطة نظموا أيضا عملية إعدام وهمية وهو معصوب العينين وأطلق عليه الرصاص المطاطي. وفقا إلى صحيفة تورونتو ستار فإن منظمة أطباء بلا حدود سجلت في وقت لاحق أدلة طبية تؤكد أن الراس تعرض للتعذيب أثناء احتجازه. مع تدهور حالته الصحية بشكل مطرد نقل الراس في 28 أبريل إلى المستشفى بعد أن أجبروه على الاعتراف عن طريق الفيديو أنه جاسوس إيراني.
كانت الشرطة قد صادرت جواز سفره الكندي وبعد خروجه من المستشفى طلب الراس تسليم جواز سفره. في 7 يونيو طلب منه الحضور إلى مركز الشرطة لاستلامه وعندما حضر تعرض للضرب مرة أخرى. ثم اتهم باختطاف وقتل ضابط في الشرطة البحرينية. وجدت محكمة السلامة الوطنية العسكرية أنه غير مذنب في التهمة في 4 أكتوبر. ومع ذلك أعيد القبض على الراس بعد ذلك في قضية منفصلة. حوكم جنبا إلى جنب مع اثني عشر متهما آخرين للمشاركة في مسيرة في شهر مارس بتهمة «التحريض على كراهية النظام والمشاركة في تجمعات غير قانونية وإعطاء معلومات كاذبة إلى وسائل الإعلام». حكم على الثلاثة عشر شخص بالسجن لمدة خمس سنوات لكل منهم. راقبت الحكومة الكندية محاكمة الراس ولكنها لم تفعل سوى القليل لمساعدته.

## الاستئناف والترحيل
في 24 يناير 2012 حكم على اثني عشر متهم من أصل ثلاثة عشر وبرأته المحكمة العليا. بينما حكم على الراس بالبراءة. خطيبته زينب أحمد قالت أن الراس غاب في حضور جلسات محاكمته بسبب معاناته من فرط ضغط الدم علما بأنه سبق له الخضوع إلى عمليتي جراحة قلب مفتوح.
يوم 25 يناير اختبأ الراس لفترة وجيزة بدلا من تسليم نفسه إلى السلطات. قال في مقابلة عبر الهاتف أن «خوفي الأكبر أن أتعرض للتعذيب مرة أخرى. لقد واجهت ذلك مرة واحدة من قبل وكان مثل الجحيم». اعتقل في 1 فبراير 2012 في مبنى المحكمة أثناء انعقاد جلسة أخرى لقضيته. أرسل إلى سجن جو.
أسقطت جميع التهم الموجهة إلى الراس رسميا في 16 فبراير 2012 وعاد إلى كندا.

## ردود الفعل الدولية
قالت الحكومة الكندية أنها تشعر «بخيبة أمل شديدة» من رفض استئناف الراس مطالبة الحكومة البحرينية لمراجعة القضية لضمان «التعبير السياسي الحر والحماية من الاعتقال التعسفي». بدأت منظمة العفو الدولية كتابة رسائل للبدء في حملة نيابة عن الراس تدعو إلى اسقاط التهم الموجهة إليه وتفيد بأن المنظمة سوف تعتبره من سجناء الرأي. كما أسس النشطاء الكنديون منظمة شعبية باسم «ناصر الحر» بالنيابة عنه.

## وفاته
توفي في يوم 20 سبتمبر 2016 في مدينة تورونتو بكندا بسبب قصور في القلب عن عمر يناهز 32-33 سنة ولقد نعى مركز الخليج لحقوق الإنسان وفاته.